# Lehrstunden der Harmonie
Lehrstunden der Harmonie (russisch Уроки гармонии, kasachisch Асланның сабақтары, internationaler Titel Harmony Lessons) ist ein Spielfilm des kasachischen Regisseurs Emir Baighasin aus dem Jahr 2013. Er erzählt die Geschichte des 13-jährigen Aslan, der sich an einer Dorfschule gegen Erniedrigungen und Ausgrenzung zur Wehr setzt.

## Handlung
In der Schule eines nicht genannten Dorfes in der Nähe von Almaty hat sich unter den Schülern ein hierarchisches System von Erpressungen und Erniedrigungen herausgebildet. Der schüchterne und von einem unablässigen Reinigungszwang geplagte Aslan wird von seinen Mitschülern gehänselt und ausgegrenzt. Besonders der gewalttätige Bandenchef Bolat setzt ihm dabei zu. Im Haus seiner Großmutter lässt Aslan seine unterdrückten Aggressionen an gefangenen Kakerlaken aus, für die er sich immer perfidere und absurdere Foltermethoden ausdenkt. Mirsain, ein neuer Schüler aus der Stadt, widersetzt sich zunächst den herrschenden Machtstrukturen, muss seine Machtlosigkeit aber schließlich doch einsehen. Nachdem Bolat einen anderen Mitschüler krankenhausreif prügelt, um an dessen neue Turnschuhe zu gelangen, beschließt Aslan, den Widersacher zu töten.
Als wenig später die blutverschmierte Leiche Bolats aufgefunden wird, geraten sowohl Aslan als auch Mirsain in Verdacht. Im Untersuchungsgefängnis werden sie von den Beamten tagelang gefoltert; doch beide Schüler beteuern ihre Unschuld. Nachdem sich aber Mirsain gegenüber den Beamten bereit erklärt hat zu sagen, dass Aslan der Täter ist, tötet Aslan ihn scheinbar in Notwehr, sodass er selbst freigelassen werden muss, da die Beamten ihm nichts mehr nachweisen können.

## Hintergrund
Lehrstunden der Harmonie ist das Spielfilmdebüt des kasachischen Regisseurs Baigazin. Der Film wurde durch den World Cinema Fund der Kulturstiftung des Bundes gefördert. Als erste kasachische Produktion überhaupt erhielt er eine Einladung in den Wettbewerb der Berlinale. Dort feierte er am 14. Februar 2013 seine Weltpremiere. Am 17. Februar 2016 wurde der Film auf Arte ausgestrahlt.

## Rezeption
Die Festivalkritiken fielen überwiegend positiv aus. Neben der gesellschaftlichen Thematik und der Leistung der jungen Darsteller wurde vor allem die Ästhetik und die Kameraführung des Films gelobt. So schreibt David Assmann im Tagesspiegel, „die präzise komponierten Bilder des Kameramanns Asis Schambakijew'“ verliehen „der Handlung die Neutralität einer Versuchsanordnung“ und strahlten gleichzeitig „eine poetische, beinahe meditative Ruhe aus“. Die Leserjury der Berliner Morgenpost wählte Lehrstunden der Harmonie zum besten Film des Wettbewerbs.

## Auszeichnungen
Kameramann Asis Schambakijew gewann den Silbernen Bären für eine herausragende künstlerische Leistung. Darüber hinaus erhielt das Werk den  Leserpreis der Berliner Morgenpost.